# Rocquigny (Pas-de-Calais)
Rocquigny település Franciaországban, Pas-de-Calais megyében. Lakosainak száma 273 fő (2022. január 1.). Rocquigny Barastre, Le Transloy, Villers-au-Flos, Mesnil-en-Arrouaise és Sailly-Saillisel községekkel határos.

## Népesség
A település népessége az elmúlt években az alábbi módon változott:
| Lakosok száma | 283  | 283  | 284  | 285  | 286  | 287  | 289  | 281  | 273  |
|               | 2013 | 2015 | 2016 | 2017 | 2018 | 2019 | 2020 | 2021 | 2022 |